# The Who Tour 1966
The Who Tour 1966 fue una gira mundial de conciertos de la banda británica The Who, durante 1966.

## Miembros de la banda
- Roger Daltrey en la voz principal.
- Pete Townshend en la guitarra y voz.
- John Entwistle en el bajo y voz.
- Keith Moon en la batería y voz.

## Lista de canciones
1. "Heat Wave" (Holland-Dozier-Holland)
2. "Runaround Sue" (Dion DiMucci, Ernie Maresca)
3. "Dancing in the Street" (Marvin Gaye, William "Mickey" Stevenson, Ivy Jo Hunter)
4. "I Can't Explain" (Pete Townshend)
5. "Substitute" (Pete Townshend)
6. "Barbara Ann" (Fred Fassert)
7. "A Man With Money" (Don Everly, Phil Everly)
8. "Daddy Rolling Stone" (Otis Blackwell)/"Uptight (Everything's Alright)" (Stevie Wonder, Sylvia Moy, Henry Cosby)
9. "My Generation" (Pete Townshend)

1. "Heat Wave" (Holland-Dozier-Holland)
2. "Dancing in the Street" (Marvin Gaye, William "Mickey" Stevenson, Ivy Jo Hunter)
3. "Barbara Ann" (Fred Fassert)
4. "I Can't Explain"
5. "Anyway, Anyhow, Anywhere" (Pete Townshend, Roger Daltrey)
6. "Daddy Rolling Stone" (Otis Blackwell)/"Uptight (Everything's Alright)" (Stevie Wonder, Sylvia Moy, Henry Cosby)
7. "So Sad About Us"
8. "Substitute"
9. "See See Rider" (Ma Rainey, Lena Arant)
10. "Baby Don't You Do It" (Holland-Dozier-Holland)
11. "A Legal Matter"
12. "I'm a Boy"
13. "My Generation"

1. "Heat Wave" (Holland-Dozier-Holland)
2. "Dancing in the Street" (Marvin Gaye, William "Mickey" Stevenson, Ivy Jo Hunter)
3. "Barbara Ann" (Fred Fassert)
4. "So Sad About Us"
5. "See My Way" (Roger Daltrey)
6. "Whiskey Man" (John Entwistle)
7. "Substitute"
8. "The Kids Are Alright"
9. "A Legal Matter"
10. "I'm a Boy"
11. "Happy Jack"
12. "My Generation"

## Fechas de a gira
| Fecha                      | Ciudad              | País              | Lugar                                                            |
| Reino Unido                | Reino Unido         | Reino Unido       | Reino Unido                                                      |
| -------------------------- | ------------------- | ----------------- | ---------------------------------------------------------------- |
| 1 de enero de 1966         | Watford             | Inglaterra        | Trade Union Hall                                                 |
| 2 de enero de 1966         | Hassocks            | Inglaterra        | Ultra Club                                                       |
| 7 de enero de 1966         | Middlesbrough       | Inglaterra        | Mister McCoy's                                                   |
| 8 de enero de 1966         | Mánchester          | Inglaterra        | Jigsaw Club                                                      |
| 9 de enero de 1966         | Carlisle            | Inglaterra        | Cosmopolitan Club                                                |
| 13 de enero de 1966        | Skewen              | Gales             | Ritz Ballroom                                                    |
| 13 de enero de 1966        | Ammanford           | Gales             | Regal Ballroom                                                   |
| 14 de enero de 1966        | Pontypridd          | Gales             | Municipal Hall                                                   |
| 15 de enero de 1966        | Stratford           | Inglaterra        | Big Beat Club                                                    |
| 15 de enero de 1966        | Hackney             | Inglaterra        | In Crowd                                                         |
| 16 de enero de 1966        | Camberley           | Inglaterra        | Agincourt Ballroom                                               |
| 21 de enero de 1966        | Forest Hill         | Inglaterra        | Glenlyn Ballroom                                                 |
| 22 de enero de 1966        | West Bromwich       | Inglaterra        | Adelphi                                                          |
| 22 de enero de 1966        | Smethwick           | Inglaterra        | Smethwick Baths Ballroom                                         |
| 23 de enero de 1966        | Warrington          | Inglaterra        | Co-Operative Hall                                                |
| 26 de enero de 1966        | Stevenage           | Inglaterra        | Locarno Ballroom                                                 |
| 28 de enero de 1966        | Birmingham          | Inglaterra        | Birmingham University                                            |
| 29 de enero de 1966        | Nelson              | Inglaterra        | Imperial Ballroom                                                |
| 30 de enero de 1966        | Leigh               | Inglaterra        | Beachcomber Club                                                 |
| 31 de enero de 1966        | Cwmbran             | Gales             | Coed Eva Community College                                       |
| 1 de febrero de 1966       | Nottingham          | Inglaterra        | Brittania Rowing Club                                            |
| 4 de febrero de 1966       | Londres             | Inglaterra        | Astoria Theatre (2 shows)                                        |
| 5 de febrero de 1966       | Southend-on-Sea     | Inglaterra        | Odeon (2 shows)                                                  |
| 6 de febrero de 1966       | Liverpool           | Inglaterra        | Liverpool Empire Theatre (2 shows)                               |
| 8 de febrero de 1966       | Farnborough         | Inglaterra        | Town Hall (no confirmado)                                        |
| 11 de febrero de 1966      | Wimbledon           | Inglaterra        | Palais                                                           |
| 12 de febrero de 1966      | Margate             | Inglaterra        | Dreamland Ballroom                                               |
| 13 de febrero de 1966      | Southall            | Inglaterra        | Community Centre                                                 |
| 14 de febrero de 1966      | Liverpool           | Inglaterra        | Liverpool University, Valentine's Panto Dance Ball               |
| 15 de febrero de 1966      | Sheffield           | Inglaterra        | Esquire Club                                                     |
| 17 de febrero de 1966      | Newcastle           | Inglaterra        | Club A Go-Go                                                     |
| 18 de febrero de 1966      | Dumfries            | Escocia           | Drill Hall (no confirmado)                                       |
| 18 de febrero de 1966      | Galashiels          | Escocia           | Volunteer Hall                                                   |
| 19 de febrero de 1966      | Northwich           | Inglaterra        | Memorial Hall                                                    |
| 20 de febrero de 1966      | Mánchester          | Inglaterra        | Oasis Club                                                       |
| 21 de febrero de 1966      | Preston             | Inglaterra        | Beachcomber Club                                                 |
| 25 de febrero de 1966      | Wellington          | Inglaterra        | Ballroom                                                         |
| 26 de febrero de 1966      | Boston              | Inglaterra        | Starlight Room                                                   |
| 28 de febrero de 1966      | Eltham              | Inglaterra        | Eltham Baths                                                     |
| 2 de marzo de 1966         | Cheshunt            | Inglaterra        | Wolsey Hall                                                      |
| 4 de marzo de 1966         | Pontypool           | Gales             | British Nylon Spinners Club                                      |
| 5 de marzo de 1966         | March               | Inglaterra        | Marcam Hall                                                      |
| 9 de marzo de 1966         | Farnborough         | Inglaterra        | Town Hall                                                        |
| 10 de marzo de 1966        | Brixton             | Inglaterra        | Ram Jam Club                                                     |
| 11 de marzo de 1966        | Leicester Square    | Inglaterra        | Cavern                                                           |
| 12 de marzo de 1966        | Portsmouth          | Inglaterra        | Birdcage                                                         |
| 13 de marzo de 1966        | Greenford           | Inglaterra        | Starlite Ballroom                                                |
| 18 de marzo de 1966        | Basildon            | Inglaterra        | Locarno Ballroom                                                 |
| 19 de marzo de 1966        | Stoke-on-Trent      | Inglaterra        | Kings Hall                                                       |
| 23 de marzo de 1966        | Great Yarmouth      | Inglaterra        | Tower Ballroom                                                   |
| 24 de marzo de 1966        | Crawley             | Inglaterra        | Starlite Ballroom                                                |
| 25 de marzo de 1966        | Hertford            | Inglaterra        | Corn Exchange                                                    |
| 26 de marzo de 1966        | Hinckley            | Inglaterra        | St. George's Ballroom                                            |
| 27 de marzo de 1966        | Morecambe           | Inglaterra        | Marine Ballroom, Central Pier                                    |
| Francia                    |                     |                   |                                                                  |
| 31 de marzo de 1966        | Issy-les-Moulineaux | Francia           | d'Ailleurs                                                       |
| 1 de abril de 1966         | París               | Francia           | La Locomotive Club – Place Blanche (2 shows)                     |
| 2 de abril de 1966         | París               | Francia           | La Locomotive Club – Place Blanche (2 shows)                     |
| Reino Unido e Irlanda      |                     |                   |                                                                  |
| 4 de abril de 1966         | Chatham             | Inglaterra        | Town Hall                                                        |
| 8 de abril de 1966         | Leeds               | Inglaterra        | Queens Hall                                                      |
| 9 de abril de 1966         | Buxton              | Inglaterra        | Pavilion Gardens Ballroom                                        |
| 11 de abril de 1966        | Southport           | Inglaterra        | Floral Hall (no confirmado)                                      |
| 14 de abril de 1966        | Southampton         | Inglaterra        | Gaumont Theatre (2 shows)                                        |
| 15 de abril de 1966        | Croydon             | Inglaterra        | Fairfield Halls (2 shows)                                        |
| 16 de abril de 1966        | Watford             | Inglaterra        | Odeon (2 shows)                                                  |
| 17 de abril de 1966        | Edmonton            | Inglaterra        | Regal Theatre (2 shows)                                          |
| 19 de abril de 1966        | Walsall             | Inglaterra        | Walsall Town Hall                                                |
| 21 de abril de 1966        | Stevenage           | Inglaterra        | Locarno Ballroom                                                 |
| 22 de abril de 1966        | Derby               | Inglaterra        | Odeon Cinema (2 shows)                                           |
| 23 de abril de 1966        | Rochester           | Inglaterra        | Odeon Cinema (2 shows)                                           |
| 24 de abril de 1966        | Birmingham          | Inglaterra        | Birmingham Theatre (2 shows)                                     |
| 25 de abril de 1966        | Bath                | Inglaterra        | Bath Pavilion                                                    |
| 26 de abril de 1966        | Borehamwood         | Inglaterra        | Link International Club                                          |
| 28 de abril de 1966        | Catford             | Inglaterra        | Witch Doctor                                                     |
| 19 de abril de 1966        | Oxford Street       | Inglaterra        | Tiles Club                                                       |
| 30 de abril de 1966        | Chelmsford          | Inglaterra        | Corn Exchange                                                    |
| 1 de mayo de 1966          | Wembley             | Inglaterra        | Empire Pool (NME Poll Winners' Concert)                          |
| 2 de mayo de 1966          | Bath                | Inglaterra        | Bath Pavilion (no confirmado)                                    |
| 4 de mayo de 1966          | Stourbridge         | Inglaterra        | Town Hall                                                        |
| 5 de mayo de 1966          | Kidderminster       | Inglaterra        | Town Hall                                                        |
| 6 de mayo de 1966          | Lisburn             | Irlanda del Norte | Top Hat Ballroom                                                 |
| 7 de mayo de 1966          | Dublín              | Irlanda           | National Boxing Stadium                                          |
| 8 de mayo de 1966          | Cork                | Irlanda           | Arcadia Ballroom                                                 |
| 9 de mayo de 1966          | Belfast             | Irlanda del Norte | (sin información del lugar)                                      |
| 11 de mayo de 1966         | Bristol             | Inglaterra        | Corn Exchange                                                    |
| 12 de mayo de 1966         | Worthing            | Inglaterra        | Pavilion Ballroom                                                |
| 13 de mayo de 1966         | Wimbledon           | Inglaterra        | Wimbledon Palais                                                 |
| 14 de mayo de 1966         | Bury                | Inglaterra        | Palais                                                           |
| 20 de mayo de 1966         | Newbury             | Inglaterra        | Corn Exchange                                                    |
| 21 de mayo de 1966         | Southport           | Inglaterra        | Floral Hall                                                      |
| 23 de mayo de 1966         | Blackburn           | Inglaterra        | Locarno Ballroom                                                 |
| 26 de mayo de 1966         | Ashton-under-Lyne   | Inglaterra        | Locarno                                                          |
| 27 de mayo de 1966         | Leicester           | Inglaterra        | Granby Halls                                                     |
| 28 de mayo de 1966         | Blackpool           | Inglaterra        | South Pier (2 shows)                                             |
| 29 de mayo de 1966         | Morecambe           | Inglaterra        | Morecambe Winter Gardens (2 shows)                               |
| 30 de mayo de 1966         | Lincoln             | Inglaterra        | Sincil Bank, Lincoln City Football Ground (Lincoln Pop Festival) |
| Escandinavia               |                     |                   |                                                                  |
| 2 de junio de 1966         | Estocolmo           | Suecia            | Gröna Lund                                                       |
| 3 de junio de 1966         | Uppsala             | Suecia            | Liljekonvaljeholmen                                              |
| 3 de junio de 1966         | Kungsör             | Suecia            | Kungsparken                                                      |
| 4 de junio de 1966         | Söderhamn           | Suecia            | Berget                                                           |
| 4 de junio de 1966         | Sandviken           | Suecia            | Högbo Bruk                                                       |
| 5 de junio de 1966         | Nyköping            | Suecia            | Träffen                                                          |
| 5 de junio de 1966         | Örebro              | Suecia            | Idrottshuset                                                     |
| 6 de junio de 1966         | Helsinki            | Finlandia         | Kaivopuisto (no confirmado)                                      |
| 7 de junio de 1966         | Copenhague          | Dinamarca         | Hit House                                                        |
| 7 de junio de 1966         | Odense              | Dinamarca         | Fyens Forum                                                      |
| Reino Unido y Países Bajos |                     |                   |                                                                  |
| 16 de junio de 1966        | Kingston upon Hull  | Inglaterra        | Hull University                                                  |
| 17 de junio de 1966        | Perth               | Escocia           | City Hall                                                        |
| 18 de junio de 1966        | Carlisle            | Inglaterra        | Market Hall                                                      |
| 19 de junio de 1966        | Great Yarmouth      | Inglaterra        | Brittania Pier                                                   |
| 20 de junio de 1966        | Birmingham          | Inglaterra        | Gay Tower Ballroom                                               |
| 21 de junio de 1966        | Malvern             | Inglaterra        | Winter Gardens                                                   |
| 23 de junio de 1966        | Leeds               | Inglaterra        | Leeds University                                                 |
| 24 de junio de 1966        | Salisbury           | Inglaterra        | Salisbury University                                             |
| 25 de junio de 1966        | Chichester          | Inglaterra        | College of Further Education, Chichester College                 |
| 26 de junio de 1966        | Great Yarmouth      | Inglaterra        | Brittania Pier (2 shows)                                         |
| 28 de junio de 1966        | Blackpool           | Inglaterra        | South Pier                                                       |
| 29 de junio de 1966        | Sheffield           | Inglaterra        | Sheffield University                                             |
| 1 de julio de 1966         | Eastbourne          | Inglaterra        | Winter Gardens                                                   |
| 3 de julio de 1966         | Great Yarmouth      | Inglaterra        | Brittania Pier                                                   |
| 4 de julio de 1966         | Ramsgate            | Inglaterra        | Marina Ballroom                                                  |
| 7 de julio de 1966         | Streatham           | Inglaterra        | Locarno Ballroom                                                 |
| 8 de julio de 1966         | Cardiff             | Gales             | Top Rank Suite                                                   |
| 9 de julio de 1966         | Londres             | Inglaterra        | Westminster Technical College                                    |
| 10 de julio de 1966        | Great Yarmouth      | Inglaterra        | Brittania Pier                                                   |
| 14 de julio de 1966        | Yeovil              | Inglaterra        | Liberal Hall                                                     |
| 15 de julio de 1966        | Greenford]          | Inglaterra        | Starlite Ballroom                                                |
| 16 de julio de 1966        | Barnsley            | Inglaterra        | Civic Hall                                                       |
| 17 de julio de 1966        | Great Yarmouth      | Inglaterra        | Brittania Pier                                                   |
| 21 de julio de 1966        | Bristol             | Inglaterra        | Locarno                                                          |
| 22 de julio de 1966        | Morecambe           | Inglaterra        | Marine Ballroom, Central Pier                                    |
| 23 de julio de 1966        | Bridlington         | Inglaterra        | Spa Royal Hall                                                   |
| 24 de julio de 1966        | Great Yarmouth      | Inglaterra        | Brittania Pier                                                   |
| 27 de julio de 1966        | Redruth             | Inglaterra        | Flamingo Club                                                    |
| 28 de julio de 1966        | Barnstaple          | Inglaterra        | Queen's Hall                                                     |
| 29 de julio de 1966        | Oxford Street       | Inglaterra        | Tiles Club                                                       |
| 30 de julio de 1966        | Windsor             | Inglaterra        | National Jazz and Blues Festival – Balloon Meadow                |
| 31 de julio de 1966        | Great Yarmouth      | Inglaterra        | Brittania Pier (no confirmado)                                   |
| 18 de agosto de 1966       | Douglas             | Inglaterra        | Palace Ballroom                                                  |
| 20 de agosto de 1966       | Torquay             | Inglaterra        | Town Hall                                                        |
| 21 de agosto de 1966       | Hastings            | Inglaterra        | Pier Ballroom                                                    |
| 22 de agosto de 1966       | Glasgow             | Escocia           | Odeon Cinema                                                     |
| 23 de agosto de 1966       | Nottingham          | Inglaterra        | Sherwood Rooms                                                   |
| 24 de agosto de 1966       | Purley              | Inglaterra        | Orchid Ballroom                                                  |
| 25 de agosto de 1966       | Margate             | Inglaterra        | Dreamland Ballroom                                               |
| 28 de agosto de 1966       | Great Yarmouth      | Inglaterra        | Brittania Pier                                                   |
| 29 de agosto de 1966       | Hassocks            | Inglaterra        | Ultra Club                                                       |
| 1 de septiembre de 1966    | Coventry            | Inglaterra        | Locarno                                                          |
| 2 de septiembre de 1966    | Basildon            | Inglaterra        | Locarno                                                          |
| 3 de septiembre de 1966    | Grantham            | Inglaterra        | Drill Hall                                                       |
| 4 de septiembre de 1966    | Belle Vue           | Inglaterra        | Elizabethan Hall                                                 |
| 6 de septiembre de 1966    | Ilford              | Inglaterra        | Palais                                                           |
| 8 de septiembre de 1966    | Stevenage           | Inglaterra        | Locarno Ballroom                                                 |
| 9 de septiembre de 1966    | Felixstowe          | Inglaterra        | Pier Pavilion                                                    |
| 10 de septiembre de 1966   | Bedford             | Inglaterra        | Corn Exchange                                                    |
| 11 de septiembre de 1966   | Hassocks            | Inglaterra        | Ultra Club                                                       |
| 15 de septiembre de 1966   | Stoke-on-Trent      | Inglaterra        | Gaumont Cinema (2 shows)                                         |
| 16 de septiembre de 1966   | Derby               | Inglaterra        | Odeon Cinema (2 shows)                                           |
| 18 de septiembre de 1966   | Leicester           | Inglaterra        | De Montfort Hall (no confirmado)                                 |
| 1 de octubre de 1966       | Nelson              | Inglaterra        | Imperial Ballrom                                                 |
| 8 de octubre de 1966       | Peterborough        | Inglaterra        | Palais de Danse                                                  |
| 10 de octubre de 1966      | Bath                | Inglaterra        | Bath Pavilion                                                    |
| 12 de octubre de 1966      | Scheveningen        | Países Bajos      | Club 192                                                         |
| 14 de octubre de 1966      | Leeds               | Inglaterra        | Queen's Hall                                                     |
| 15 de octubre de 1966      | Chelmsford          | Inglaterra        | Corn Exchange                                                    |
| 16 de octubre de 1966      | Greenford           | Inglaterra        | Starlite Ballroom                                                |
| Europa                     |                     |                   |                                                                  |
| 20 de octubre de 1966      | Copenhague          | Dinamarca         | K.B. Hallen (no confirmado)                                      |
| 20 de octubre de 1966      | Copenhague          | Dinamarca         | Herlev Hallen                                                    |
| 21 de octubre de 1966      | Gotemburgo          | Suecia            | Lisebergs Konserthall                                            |
| 22 de octubre de 1966      | Simrishamn          | Suecia            | Gislövs Stjärna                                                  |
| 22 de octubre de 1966      | Höör                | Suecia            | Jägersbo-Höör                                                    |
| 23 de octubre de 1966      | Malmö               | Suecia            | Malmö Stadion                                                    |
| 23 de octubre de 1966      | Odense              | Dinamarca         | Fyens Forum                                                      |
| 24 de octubre de 1966      | Halmstad            | Suecia            | Folkparken                                                       |
| 25 de octubre de 1966      | Estocolmo           | Suecia            | Club Nalen                                                       |
| 28 de octubre de 1966      | Villeurbanne        | Francia           | Palais d'Hiver de Lyon                                           |
| 30 de octubre de 1966      | Berlín              | Alemania          | Berlin Deutschlandhalle                                          |
| 4 de noviembre de 1966     | Kassel              | Alemania          | (no confirmado)                                                  |
| 5 de noviembre de 1966     | Saarbrücken         | Alemania          | Messehalle 10                                                    |
| 6 de noviembre de 1966     | Colonia (Alemania)  | Alemania          | Kongresshalle (2 shows)                                          |
| 7 de noviembre de 1966     | Düsseldorf          | Alemania          | Rheinhalle                                                       |
| Reino Unido                |                     |                   |                                                                  |
| 12 de noviembre de 1966    | Chelsea             | Inglaterra        | Duke of York's Barracks                                          |
| 17 de noviembre de 1966    | Glasgow             | Escocia           | Locarno                                                          |
| 18 de noviembre de 1966    | Perth               | Escocia           | City Halls                                                       |
| 19 de noviembre de 1966    | Carlisle            | Inglaterra        | Market Assembly Hall                                             |
| 24 de noviembre de 1966    | Worthing            | Inglaterra        | Pavilion                                                         |
| 26 de noviembre de 1966    | Bridlington         | Inglaterra        | Spa Royal Hall                                                   |
| 29 de noviembre de 1966    | Malvern             | Inglaterra        | Winter Gardens                                                   |
| 1 de diciembre de 1966     | Maidstone           | Inglaterra        | Town Hall                                                        |
| 3 de diciembre de 1966     | Birmingham          | Inglaterra        | Midnight City                                                    |
| 5 de diciembre de 1966     | Streatham           | Inglaterra        | Locarno Ballroom                                                 |
| 9 de diciembre de 1966     | Dumfries            | Escocia           | Assembly Halls                                                   |
| 10 de diciembre de 1966    | Sunderland          | Inglaterra        | Empire Theatre (2 shows)                                         |
| 15 de diciembre de 1966    | Streatham           | Inglaterra        | Locarno Ballroom                                                 |
| 17 de diciembre de 1966    | Nelson              | Inglaterra        | Imperial Ballroom                                                |
| 21 de diciembre de 1966    | Forest Gate         | Inglaterra        | Upper Cut Club                                                   |
| 30 de diciembre de 1966    | Cheam               | Inglaterra        | Baths Hall                                                       |
| 31 de diciembre de 1966    | Londres             | Inglaterra        | The Roundhouse                                                   |